# 빈 시청사

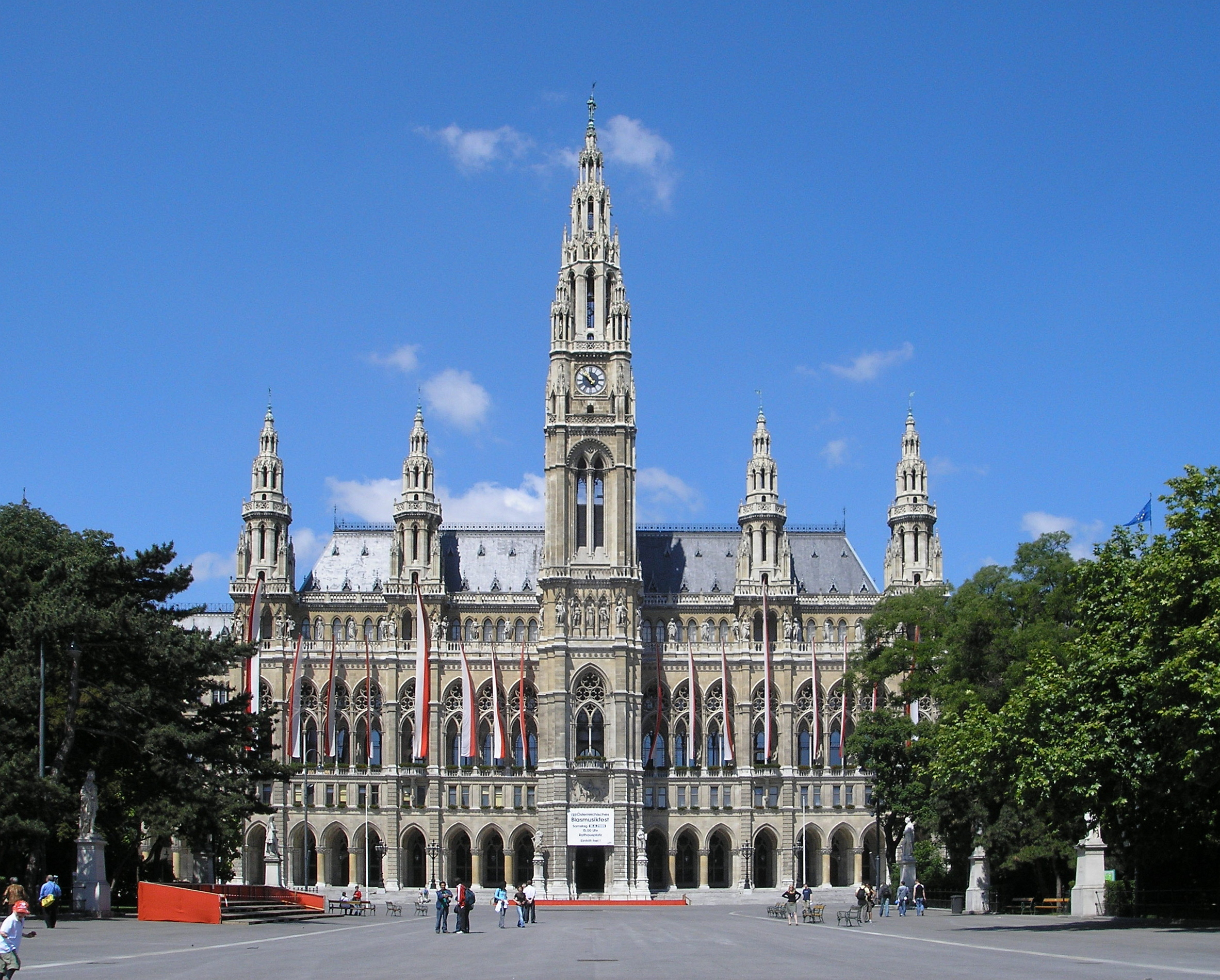
빈 시청사

빈 시청사(독일어: Wiener Rathaus 비너 라타우스[*])는 오스트리아 빈에 위치하고 있다. 빈 1구 (인네레슈타트)의 프리드리히 슈미트 광장 (Friedrich-Schmidt-Platz)에 위치한다. 1872년부터 1883년에 걸쳐 프리드리히 본 슈미트의 설계를 바탕으로 건설되었다. 빈 시장 및 빈 시의회가 집무를 수행하는 청사로 이용되고 있다. 빈이 주와 지위를 갖기 때문에 빈 시의회는 즉 주의회와 같은 위치를 차지하고 있다.

## 설계
완성된 건물은 깊이 152m, 폭 127m, 건축 면적 19,592m² 면적은 113,000m²이다. 객실 수는 1,575개로 창문은 2,035개이다.
외관은 고딕 리바이벌 건축 중에서도 특히 두드러지는 예이다. 7개의 안뜰을 가진 디자인은 바로크 양식의 궁전이라는 개념에 따른 것이다.

## 교통

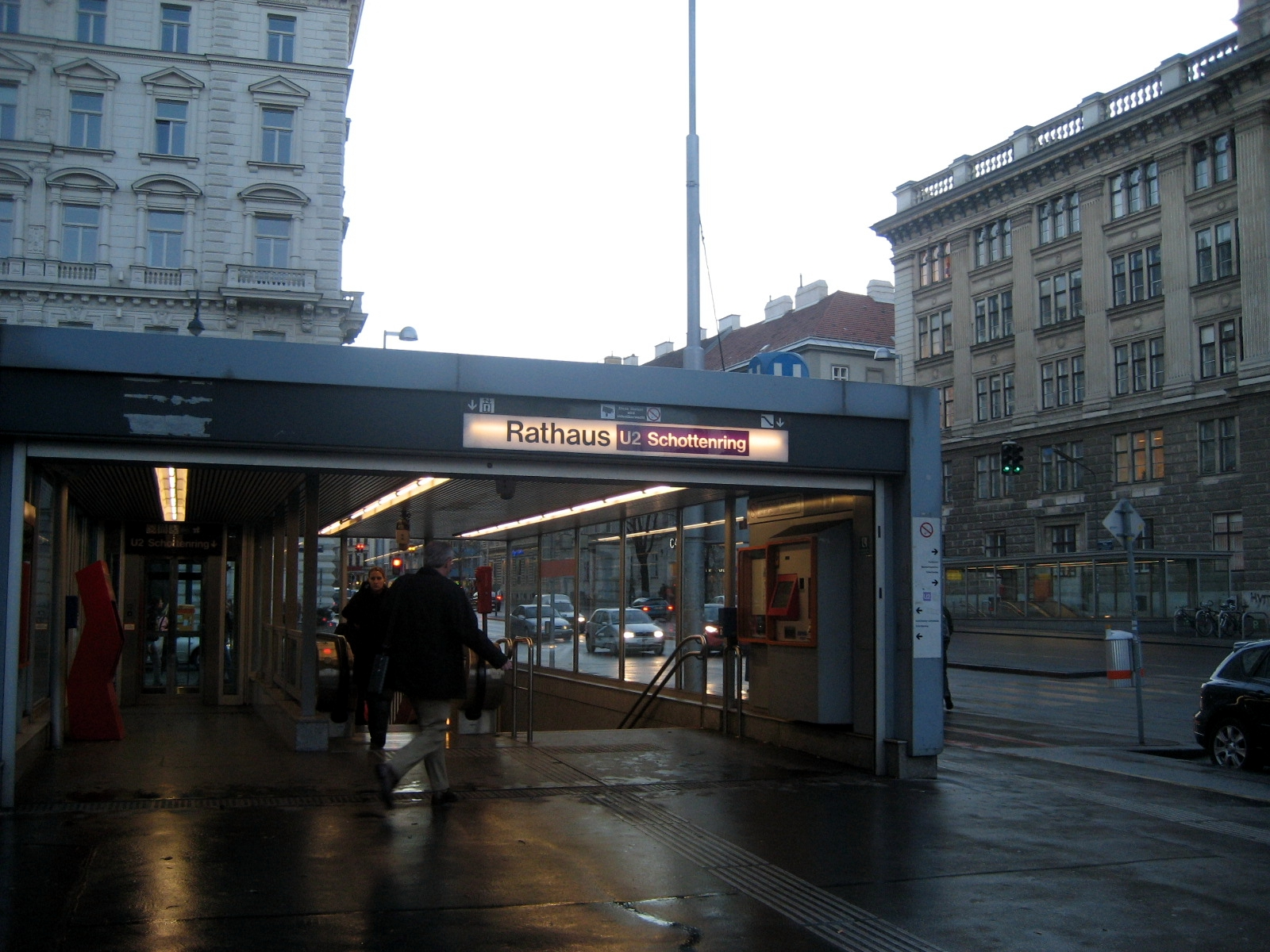
라타우스 역

빈 지하철 U2 선 라타우스 역이 인근에 있다.